# エドワード・ウォーレン・クラーク

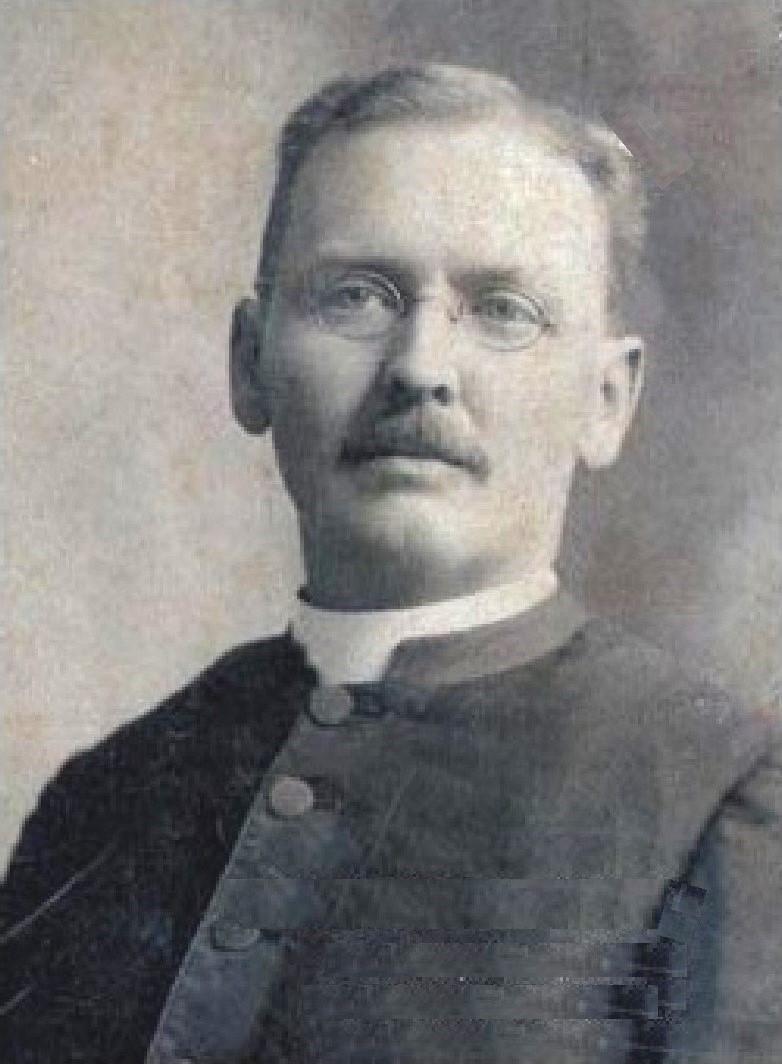

エドワード・ウォーレン・クラーク（Edward Warren Clark、1849年1月27日 - 1907年6月5日）は、アメリカ合衆国の教育者、牧師。明治時代の日本で、教育者として活動し、その経験を帰国後に著書『Life and Adventure in Japan』（1878年）にまとめた。ミドルネームは「ワレン」と表記される場合もある。

## 経歴
- 1849年1月27日 ニューハンプシャー州ポーツマスで会衆派（組合派）牧師の父ルーファス・ウィールライト・クラーク(Rufus Wheelwright Clark)と母エリザ・ウォルトン(Eliza Walton)の6人の子供の第三子（兄2人・弟2人・妹1人）として生まれる[2]。少年時代に事故で目を傷つけ、それが生涯の重荷となる[3]。
- 1865年 ニュージャージー州ニューブランズウィックのラトガース大学に入学[3]。留学していた畠山義成(後に開成学校の校長となる)と会い、日本に関心を持つ。同級生ウィリアム・グリフィスと親友となる。

- 1869年 会衆派教会の牧師の父につれられてヨーロッパを旅行、スイスのジュネーブに留学し神学校で学ぶ[3]。
- 1871年
  - 1月 勝海舟が、駿府藩が徳川の旧幕臣たちのために静岡に設立した「駿府学問所」（のち、「静岡学問所」に改称）の教員を探している旨の手紙をグリフィスに送る。これに対しグリフィスが親友のクラークを推薦。クラークはそのことによって来日[4]することになる。
  - 10月26日 横浜に到着[5]。雇用契約を行う。クラークのコック、仙太郎（サム・パッチ）と供に来日[6]。
  - 11月9日 - 横浜で中村正直と面会[5]。
  - 12月1日 - 中村正直と供に横浜を出発。[7]
  - 12月6日 - 静岡に着任し[7]、静岡市三松の蓮永寺に入居[8]。
  - 12月25日 - 静岡学問所で授業開始[7]。静岡学問所で旧幕臣の師弟に倫理、歴史、語学、物理、化学、数学を教えた。
    - 教師を行う傍ら、自宅でバイブルクラスを行った。その時出席した中村正直に感化を与え、彼の生涯の友となった[9]。中村正直の『自由之理』にはクラークによる序文も付けられている[10]。クラークと学問所との契約ではキリスト教の布教が禁じられていたが、勝の計らいで不問にされた[11]。そこで、キリスト教に入信した人たちが静岡バンドを形成した。
- 1872年
  - 1月 - 中村正直、『自由之理』を出版。この本にはクラークによる序文が付けられている[10]。
  - 1月27日 - 15代将軍徳川慶喜公に油絵を１枚献上し、お礼として大火鉢を受ける[8]。
  - 1月30日 - ウィリアム・グリフィスがクラークの元を訪問。このときグリフィスは1月22日から2月2日までかけて福井から東京に移っている。[3]
  - 3月 - 元徳川藩士の村上正局（まさちか）によって発見された相良油田の調査を行い、石油と判定する[12][13][14]。
  - 8月 - 駿府城内に彼の住居となる洋館（クラーク邸）が完成し、蓮永寺から移り住んだ[15]。
    - クラーク邸の建築はクラークへの狙撃事件がきっかけである。警備を考慮して駿府城内に建築された。
    - クラーク邸の設計はクラーク自身が行っている。
    - クラーク邸は石造りの洋館としてはおそらく日本最初である。
    - クラーク邸は後任のカナダ・メソジスト教会の宣教師デイヴィッドソン・マクドナルドも住んでいる。
    - クラーク邸は火災で焼失し、現在その場所には静岡家庭裁判所が建っている。

  - 9月5日 - 9月4日の学制頒布に伴い、静岡学問所廃止。静岡学問所は人見寧(人見 勝太郎)により私立英学校賤機舎として再出発。
  - 10月 駿府学問所の廃止に対して抗議し、「諸県学校ヲ恵顧スルコトヲ勧ムル建議」を政府に提出[15][16]。
- 1873年
  - 8月 ジェームス・ハミルトン・バラ宣教師と供に富士登山を行う[17]。
  - 11月14日 - 文部省、静岡県に対しクラークの上京、東京開成学校教師就任を指示[18]。
  - 12月23日 - 静岡学問所が廃止されたため静岡を去り、東京開成学校の科学の教授になる[18]。東京では学校付近の外人教師用住宅にグリフィスと一緒に生活した[19]。東京でもバイブルクラスを行った。当時の開成学校の校長畠山義成は奇遇にもラトガース大学での知り合いであった[19]。キリスト教の布教はまだ禁じられていたが畠山により黙認とされた。
- 1874年 クラークのコック、仙太郎(サム・パッチ)脚気により死去[6]。
- 1874年12月31日 開成学校の任期を終える。
- 1875年3月 アメリカに帰国し、ニューヨークに住む。後にフィラデルフィア神学校に入学して、牧師になる。
- 1878年 日本での経験を元に、Life and adventure in Japan(邦訳 日本滞在記)を出版。
- 1879年 ルイーズ・マカロシュ(Louise McCuloch)と結婚。
- 1880年 アジア旅行の見聞をまとめた、From Hong-Kong to the Himalayas: or, Three Thousand Miles through Indiaを出版[3]。論文 International Relations with Japanを発表[3]。
- 1880年9月2日 第一子 Edith Louise誕生[3]。
- 1882年2月17日 第二子 Edward Warren誕生[3]。
- 1883年 眼病のため牧師を引退。フロリダに農園を手に入れ「シズオカ」と命名する。
- 1884年3月16日 第三子(双子)  Naomi Walton , Ruth Lawton誕生[3]。
- 1887年2月26日 第五子 Henry McCullough誕生[3]。
- 1887年 テネシー州コロンビアに移る[20]。
- 1889年1月10日 第六子 Robert Ernest誕生[3]。
- 1891年1月24日 第七子Lucius Leman誕生[3]。
- 1892年 イリノイ州ロックフォードに移る[20]。
- 1894年 再来日して勝海舟に再会。勝はこの時の大政奉還等に関する対話をまとめ、この年10月に『幕府始末』を著した[20][21]。
- 1896年7月1日 第八子 Marjorie Wellington誕生[3]。
- 1904年 勝海舟の伝記『Katz Awa, "the Bismarck of Japan", or, The story of a noble life (カツ・アワ・日本のビスマルク 高貴なる生活の物語)』を出版。
- 1907年6月5日 肺結核のためニューヨークにて召天[3]。

## 逸話
- 彼は、1873年8月末と9月に富士登山を行っている。1回目は天候が悪く頂上に行くことができていないが、2回目では成功している。彼は山頂の標高を自分で測定したいと考えて観測機材を用意していた。しかし荷物を運んでいた案内人が山頂まで登ってこず、合流できたポイントで測定している。このとき測定したポイントの標高は約11000(3353m)フィートで、山頂は11560フィート(3523m)強であろうと推測している[22]。
- 1873年8月末に富士登山を行った後、供に登ったジェームス・ハミルトン・バラ宣教師はクラーク邸を訪問している[17]。
- 彼は、自分を静岡学問所に導いた勝海舟の事を非常に尊敬していた。そのため、1873年に自ら撮影した静岡の風景写真集を勝海舟へ贈っている。これは現在『静岡風景』として早稲田大学図書館に保存されていて、画像データもダウンロード可能になっている。
- 1875年にクラークが米国に帰国する際に畠山義成と再会を約束しあい、一年後に畠山は渡米しているが１日違いで会うことがかなわなかった。その後、畠山は日本に帰国の途中で結核により死去。[3]
- 1894年にクラークが再来日した際に徳川慶喜に邸内の撮影をさせてもらえるように願い出ているが、かなっていない[23]。